# Adinopsis myllaenoides
Adinopsis myllaenoides är en skalbaggsart som först beskrevs av Ernst Gustav Kraatz 1857.  Adinopsis myllaenoides ingår i släktet Adinopsis och familjen kortvingar. Inga underarter finns listade i Catalogue of Life.